# Explora Knoll
Der Explora Knoll bildet gemeinsam mit dem Andenes Knoll und dem Polarstern Knoll eine Gruppe von Tiefseebergen im östlichen Weddellmeer nahe der Caird-Küste des ostantarktischen Coatslands. Er liegt in einer Tiefe von 3605 Metern.
Die Benennung des Felsens geht auf den Vermessungsingenieur und Glaziologen Heinrich Hinze vom Alfred-Wegener-Institut zurück und ist seit 1997 international anerkannt. Namensgeber ist das Forschungsschiff Explora, mit dessen Hilfe zwischen 1977 und 1980 im Gebiet der Rifffelsen geophysikalische Untersuchungen durchgeführt wurden.